# Steinkirchen (Lübben (Spreewald))
Steinkirchen, niedersorbisch Kamjena, ist ein Ortsteil der Stadt Lübben (Spreewald) im Landkreis Dahme-Spreewald in Brandenburg.

## Lage
Steinkirchen liegt in der Niederlausitz und im Biosphärenreservat Spreewald, rund 35 Kilometer Luftlinie nordwestlich von Cottbus. Der Ortsteil grenzt im Norden und im Osten an das ortsteilfreie Kerngebiet von Lübben, im Südosten für ein kleines Stück an Lübbenau, im Süden an Ragow, im Südwesten an Terpt, im Westen an Neuendorf und im Nordwesten an Treppendorf. Zum Ortsteil gehört der Wohnplatz Ellerborn. Im Osten bildet die Spree die Gemarkungsgrenze. Die Siedlungsflächen von Steinkirchen und Lübben grenzen inzwischen nahtlos aneinander. Steinkirchen liegt im amtlichen Siedlungsgebiet der Sorben/Wenden in Brandenburg.
Der Ortskern von Steinkirchen liegt an der Landesstraße 49 zwischen Lübben und Cottbus, der westliche Teil des Dorfes befindet sich an der Bundesstraße 87. Westlich des Ortes liegen die Bahnstrecken Berlin–Görlitz und Falkenberg–Beeskow. Der Bahnhof Lübben Süd lag auf der Gemarkung von Steinkirchen.

## Geschichte
Steinkirchen geht auf eine ehemals nordöstlich des Ortes an der Spree gelegene Niederungsburg aus der Zeit zwischen dem 7. und dem 9. Jahrhundert zurück, deren slawischer Burgwall bis heute gut erhalten ist. Der Ort wurde als Sackgassendorf angelegt und erstmals im Jahr 1396 als Steynkirche urkundlich erwähnt. Die Pankratiuskirche in Steinkirchen wurde bereits im 13. Jahrhundert errichtet. Der deutsche Ortsname bezieht sich auf diese Kirche, der sorbische Ortsname Kamjena ist von dem niedersorbischen Wort „kamjeń“ für „Stein“ abgeleitet und bezeichnet eine „Siedlung auf steinigem Boden“.
Das Dorf gehörte seit jeher als Burglehn zur Burggrafschaft Lübben, die Kirche gehörte als Tochterkirche bereits im 16. Jahrhundert zu Lübben. Im Jahr 1520 war das Burglehn im Besitz des Adelsgeschlechts von Köckeritz. Als Teil des Markgraftums Niederlausitz wurde Steinkirchen nach dem Prager Frieden von 1635 kursächsisch, im Jahr 1666 wurde aus der Burggrafschaft das Amt Lübben gebildet. Der Ort war landwirtschaftlich geprägt, im Jahr 1670 lebten ein Rittergut, sechs Ganz- und drei Halbbauern, sechs Kossäten und zehn Büdner in Steinkirchen. Für das Jahr 1708 verzeichnete man sieben Ganz- und zwei Halbbauern, acht Kossäten und 28 Büdner im Ort.

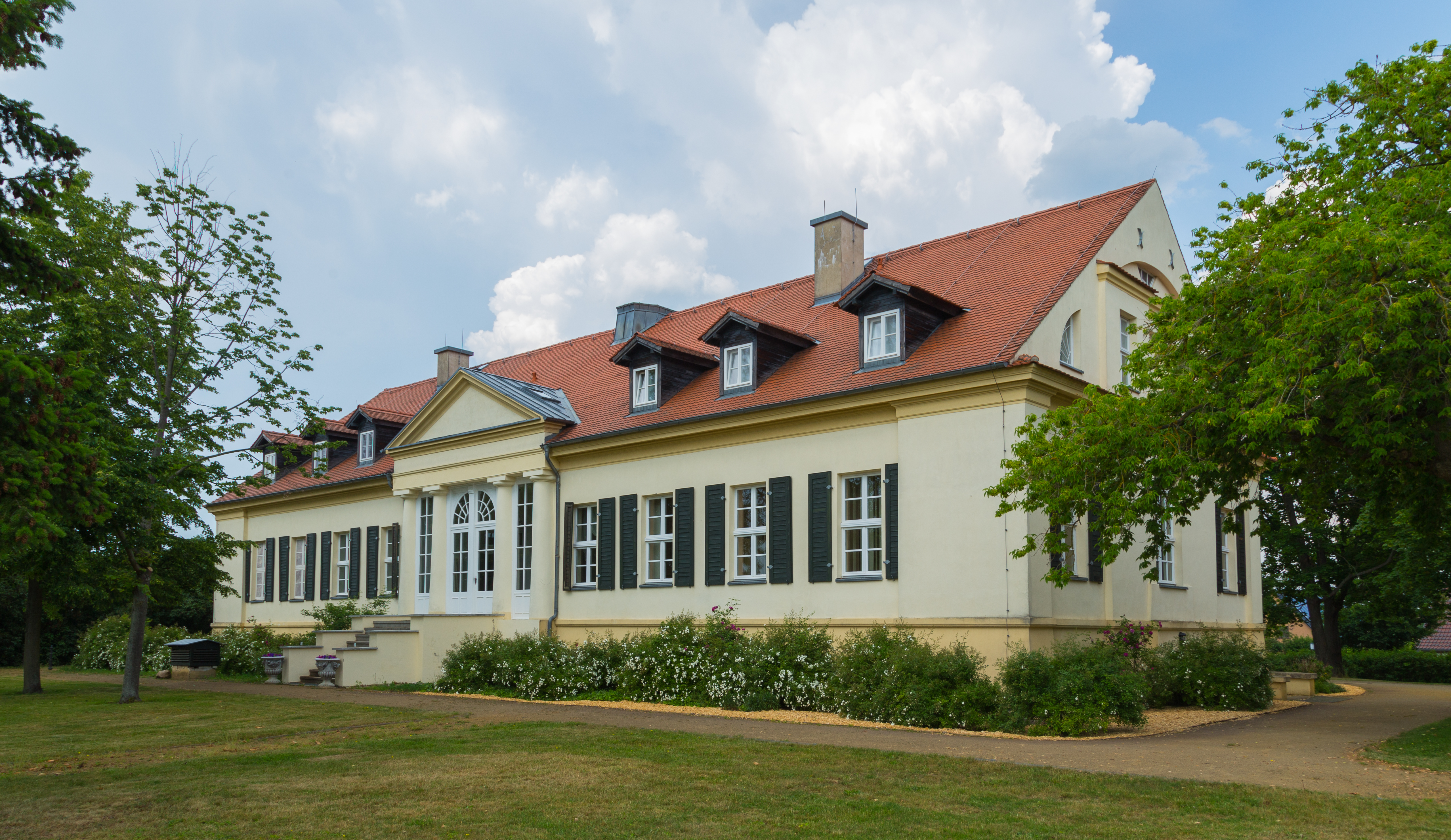
Schloss Neuhaus

Im späten 18. bzw. frühen 19. Jahrhundert ließ der Herr von Rade auf seinem südwestlich von Steinkirchen gelegenen Vorwerk das Schloss Neuhaus als Gutshaus im klassizistischen Biedermeierstil errichten. Im Jahr 1806 wurde das Kurfürstentum Sachsen zum Königreich Sachsen erhoben, nach der auf dem Wiener Kongress beschlossenen Teilung Sachsens kam Steinkirchen zum Königreich Preußen. Bei der Gebietsreform im Jahr 1816 wurde der Ort dem Landkreis Lübben (Spreewald) in der Provinz Brandenburg zugeordnet. Im Jahr 1818 hatte Steinkirchen 672 Einwohner. Von 1822 bis zu seinem Tod im Jahr 1845 lebte der Dichter Ernst von Houwald im Schloss Neuhaus. Im Jahr 1845 wurde des Weiteren die Försterei Ellerborn im Königlichen Forst Lübben angelegt. Laut Arnošt Muka lebten im 19. Jahrhundert noch einige Sorben in Steinkirchen, in seiner Statistik über den Anteil der sorbischen Bevölkerung in der Lausitz wird für den Ort jedoch keine Einwohnerzahl genannt. Im Jahr 1864 wurden zwei Ziegeleien und eine Windmühle erwähnt.

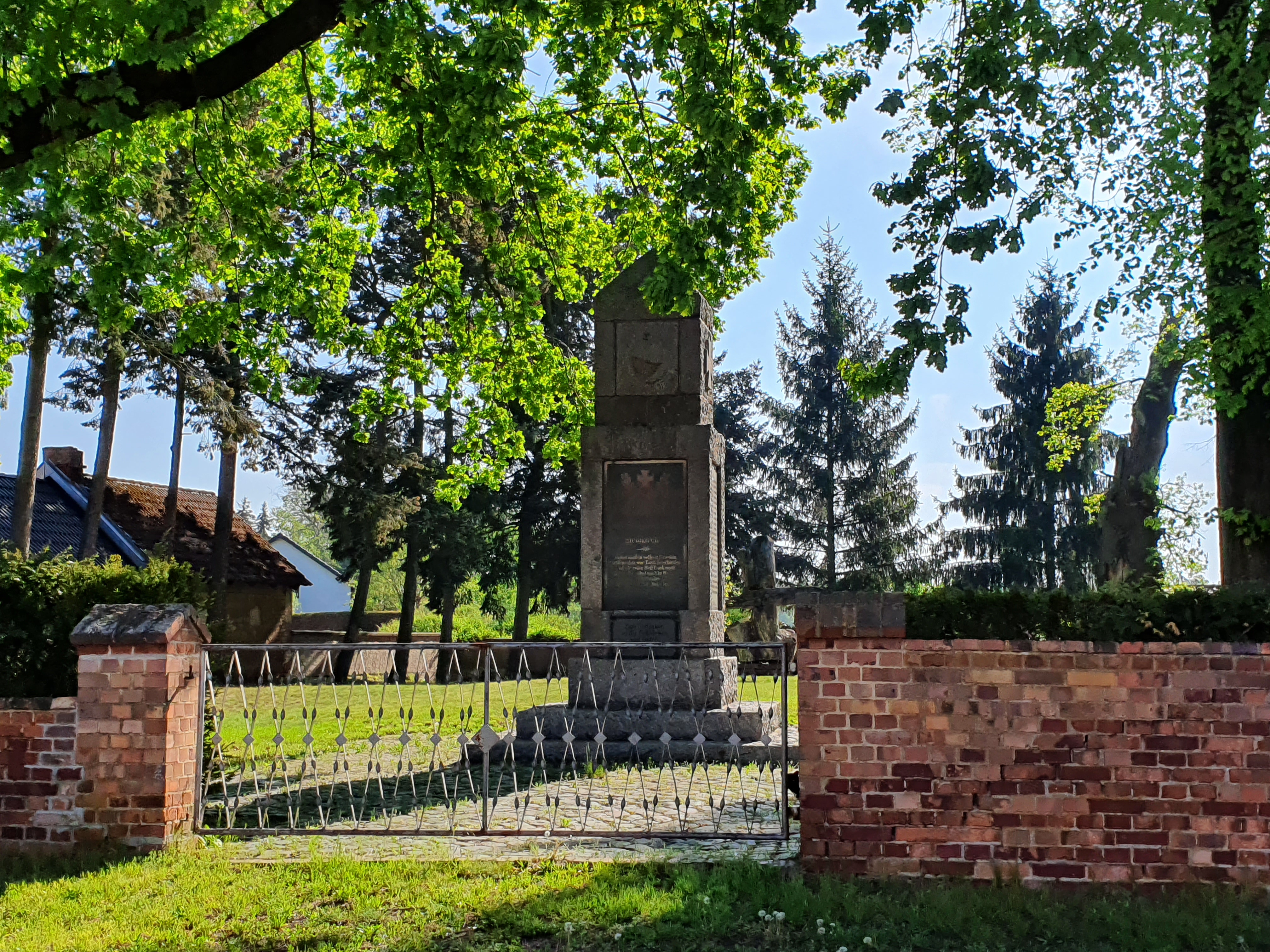
Gefallenendenkmal neben der Kirche

Bei der Volkszählung am 1. Dezember 1871 wurden in der Landgemeinde Steinkirchen 972 Einwohner gezählt, von diesen 497 Männer und 475 Frauen; 240 Einwohner waren jünger als zehn Jahre. Das Rentamt Lübben wurde 1874 aufgelöst. Fortan bestand der preußische Amtsbezirk Steinkirchen, zu dem neben Steinkirchen einige umliegende Gutsbezirke gehörten. Am 14. Mai 1909 wurde aus einer bereits bestehenden Pflichtfeuerwehr die Freiwillige Feuerwehr Steinkirchen gebildet. Der Ort hatte zum Beginn des 20. Jahrhunderts 1374 Einwohner, diese Zahl stieg bis 1925 auf 1747 Einwohner an. Am 1. April 1939 wurde Steinkirchen in die Stadt Lübben eingemeindet. Nach dem Ende des Zweiten Weltkrieges gehörte der Ort zunächst zur Sowjetischen Besatzungszone und ab 1949 zur DDR. Bei der Gebietsreform von 1950 blieb Steinkirchen im Landkreis Lübben, bei der Kreisreform am 25. Juli 1952 wurde die Stadt Lübben mit Steinkirchen als Stadtteil zur Kreisstadt des neuen Kreises Lübben im Bezirk Cottbus.
Nach der Wiedervereinigung lag Steinkirchen zunächst im brandenburgischen Landkreis Lübben, der im Jahr 1993 im neuen Landkreis Dahme-Spreewald aufging.

## Bevölkerungsentwicklung
| Jahr | Einwohner |
| ---- | --------- |
| 1875 | 1016      |
| 1890 | 1258      |

| Jahr | Einwohner |
| ---- | --------- |
| 1910 | 1745      |
| 1925 | 1747      |

| Jahr | Einwohner |
| ---- | --------- |
| 1933 | 1681      |

Gebietsstand des jeweiligen Jahres

## Einrichtungen
In Steinkirchen befindet sich die „Schule am Neuhaus“, eine Schule mit sonderpädagogischem Schwerpunkt. Des Weiteren gibt es eine Kindertagesstätte und seit 2010 ein Bildungszentrum des Niederlausitzer Studieninstituts für kommunale Verwaltung.

## Persönlichkeiten
- Karl von Forstner (1790–1857), preußischer Generalmajor, lebte auf dem Gut Neuhaus
- Ernst von Houwald (1778–1845), Schriftsteller und Dramatiker, lebte auf dem Gut Neuhaus
- Karl von Houwald (1816–1883), Verwaltungsbeamter, lebte auf dem Gut Neuhaus